# Моргентау, Генри (писатель)
Генри Моргентау III (11 января 1917, Нью-Йорк, США — 10 июля 2018, Вашингтон, США) — американский писатель и телевизионный продюсер, член семьи Моргентау по отцовской линии и семьи Леман по материнской. 

## Биография
В 1935 году окончил престижную школу «Академия Дирфилд» (англ. Deerfield Academy) и поступил в Принстонский университет, который закончил в 1939 году, специализируясь в области искусства и археологии. Во время учёбы входил в университетскую команду по легкоатлетическому кроссу, играл в студенческом театре «Интайм» и входил в редакционную коллегию студенческого литературного журнала The Nassau Lit. На летних каникулах Генри работал в Принстонском летнем лагере, помогая обездоленным детям. Несмотря на высокий социальный статус своей семьи, в 1937 году Моргентау вместе с четырьмя другими еврейскими студентами не смог вступить ни в один из студенческих клубов, действовавших при университете.
Во время Второй мировой войны служил в армии США. С 1945 года в телевизионном бизнесе, в разное время работая автором, продюсером и менеджером крупных национальных телекомпаний, таких как NBC, CBS, ABC. В 1955—1977 годах был главным продюсером WGBH-TV, бостонской некоммерческой образовательной телестанции сети PBS. Кроме того, Моргентау был программным менеджером нью-йоркской некоммерческой радиостанции WYNC. Моргентау также исполнял обязанности вице-президента Института Элеонор Рузвельт и был управляющим Центра коммуникационных исследований Морзе при Брандейском университете.
Работая на WGBH-TV, Моргентау III был продюсером целого ряда документальных фильмов и сериалов, таких как «Элеонора Рузвельт: перспективы человечества» (англ. Eleanor Roosevelt: Prospects of Mankind; 1959—1962), «Негр и американскам мечта» (англ. The Negro and the American Promise; 1963) про Мартина Лютера Кинга и «Диалог с Аллилуевой» (англ. A Conversation with Svetlana Alliluyeva; 1967). Также он был одним из соавторов доументального фильма Карлы Гарапедян «Кричащие» и редактором короткометражной драмы «Повесть о двух Рождествах» (англ. A Tale of Two Christmases; 1952). Эти и другие работы принесла Моргенату и WGBH национальное признание, в том числе Премию Джорджа Фостера Пибоди, «Эмми», награды UPI, Educational Film Library Association (EFLA) и кинофестиваля Флаэрти (англ. Flaherty Film Festival).
В 1990-е годы Генри Моргентау III начал писать стихи. Первый его поэтический сборник, «Воскресенье в Чистилище» (англ. A Sunday in Purgatory), вышел в издательстве Passager Books в августе 2016 года.
9 мая 2015 года в Marriott Marques Hotel в Вашингтоне во время 100-летия геноцида армян, Католикос Гарегин II вручил награду Генри Моргентау III.
Генри Моргентау III стал «соблюдающим» иудеем (англ. observant Jew), который заново открыл свою религию после того, как женился в 1962 году.
11 января 2017 года Моргентау исполнилось 100 лет и он попал в число столетних долгожителей. Свой столетний юбилей он отпраздновал в Вашингтоне с 35 родственниками и друзьями.

## Литературная деятельность
В 1991 году издательство Ticknor and Fields издало семейную сагу Генри Моргентау III «Обыкновенные Моргентау: история семьи» (англ. Mostly Morgenthaus: A Family History). Сюжет сосредоточен, главным образом, на нескольких патриархах. Первый из известных Моргентау - Моисей (1773—1834), обедневший учитель иврита из Глойсдорфа (Унтермерцбах) в Баварии, который впоследствии стал шойхетом и женился на дочери раввина. В 1813 году баварские евреи получили гражданство, что потребовало от них обзавестись фамилиями. Ожидая в очереди в мэрии в предрассветный час, он смотрел на сырую землю и решил назвать себя Морген тау («утренняя роса» по-немецки). Его сын Лазарус[16] (1815—1897) производил сигареты, не содержащие никотин, конфеты из сосновой хвои, скребки для языка, а также машины для производства жевательной резинки. В 1843 году, женившись на Селине Бабетта Гуггенхайм, он переехал в город Мангейм и открыл сигарную мануфактуру. В 1849 году брат Лазаруса Макс, уехавший в Калифорнию, предложил начать поставки сигар на американский рынок. Вначале всё шло очень хорошо, но повышение защитных тарифов в США, связанное с началом Гражданской войны, поставило Лазаруса на грань банкротства. В 1866 году он переехал в Нью-Йорк, но и там не смог добиться успеха. Девятый ребёнок Лазаруса, Генри, видел свою задачу в восстановлении положения семьи. Став при президенте Вудро Вильсоне послом в Турции, он в критические годы до и во время Первой мировой войны поддерживал евреев в Палестине и спасал армян, преследуемых турками. Генри-младший (1891-1967) был близким другом Элеоноры и Франклина Рузвельтов, министром финансов и крупным деятелем еврейской общины в США.
В своей книге Генри Моргентау III ставит под сомнение обвинения в работе на советскую разведку в адрес помощника своего отца в Министерстве финансов Гарри Декстера Уайта, выдвинутые советским агентом-перебежчиком Уиттекером Чемберсом.

## Фильмография
- 1952 — The Doctor (телесериал, эпизод A Tale of Two Christmases, редактор)
- 1959—1962 — Eleanor Roosevelt: Prospects of Mankind (документальный телесериал, продюсер)
- 1963 — The Negro and the American Promise (документальный телефильм, продюсер)
- 1965 — Changing World (документальный телесериал, эпизод South African Essay, Part 2: One Nation, Two Nationalisms, продюсер и автор)
- 1967 — NET Journal (документальный телесериал, эпизод A Conversation with Svetlana Alliluyeva, продюсер)
- 1994 — «Американское приключение» (документальный телесериал, эпизод America and the Holocaust: Deceit and Indifference, консультант)
- 2006 — Screamers (документальный кинофильм, один из авторов)
- 2008 — The Jewish Americans (документальный минителесериал, сам себя)

## Семья
Отец Генри Моргентау III — Генри Моргентау-младший, был известный американский государственный деятель времён «Нового курса» президента Ф. Д. Рузвельта, 11 лет занимавший пост министра финансов США (1934—1945). Дед — предприниматель и дипломат Генри Моргентау-старший, был послом США в Турции (1913—1916) и прославился как один из разоблачителей геноцида армян в Османской империи. Мать Генри Моргентау III — известная активистка Демократической партии Элинор Фэтмэн, во время Второй мировой войны занимавшая пост помощника Элеоноры Рузвельт в Управлении гражданской обороны. Её дед, Мейер Леман, был одним из трёх братьев Леманов, основателей банка Lehman Brothers, а дядя, Герберт Генри Леман, — губернатором штата Нью-Йорк и сенатором. Старшая сестра, Джоан Моргентау Хиршхорн, стала профессором клинической педиатрии и профилактической медицины, была помощником декана по делам студентов в нью-йоркской медицинской школе «Маунт-Синай». Младший брат, Роберт М. Моргентау, был окружным прокурором Манхэттена. Двоюродная сестра, Барбара Вертхайм Такман, прославилась как историк и писатель, дважды став лауреатом Пулитцеровской премии за лучшее нехудожественное прозаическое произведение.
В 1962 году Генри Моргентау III женился на Рут Шехтер (1931—2006), американской еврейке, родившейся в Вене в семье импортёра текстиля. Окончив Барнард-колледж, она по программе Фулбрайта училась в Институте политических исследований в Париже. В 1958 году получила докторскую степень в политике в Оксфордском университете. Была профессором международной политики в Брандейском университете, советником президента Джимми Картера по развитию сельских районов в бедных странах, членом миссии США при ООН. В 1988 году пыталась выдвинуться как демократический кандидат в Конгресс от штата Род-Айленд, но неудачно.
У Генри и Рут Моргентау было трое детей: Сара Элино Моргентау Вессель (1963 г.р.) Генри (Бен) Моргентау (1964 г.р.) и Крамер Моргентау ( 1966 г.р.).